# Iaouzskoïe mytichtche
Le Iaouzskoïe mytichtche (russe : Я́узское мы́тище) ou (Mytíshchinskiy vólok iz YÁuzy v Klyáz'mu, russe : Мыти́щинский во́лок из Я́узы в Кля́зьму, le portage de Mytichtchi de Iaouza à Kliazma) est un volok (portage) qui existait aux XIIe – XIVe siècles. C'est avec lui que l'histoire de la formation de la ville de Mytichtchi commence. 

## Histoire
D'après la chronique, on sait qu'au XIIe siècle, sur la terre de Tchernigov, le chemin vers la terre de Rostov-Souzdal passait par l'Oka, la Moskova, la Iaouza et la Kliazma. Quelque part près de Mytichtchi, les marchandises étaient redirigées vers Kliazma et continuaient leur route. Il y avait d'autres itinéraires, il y avait aussi des noms comme « mytichtche », comme par exemple, le Seltso (ru) (petit village) de Mytichtchevo. Cela indique que la taxe commerciale (Мыт, myt) était collectée dans de nombreux endroits où les routes commerciales de l'eau (водные торговые пути) passaient. 
Plus tard, lorsque les routes commerciales de l'eau ont commencé à être abandonnées, ces lieux de perception des taxes ont été appelés « mytichtchi », ce qui signifie qu'« il fut un temps où l'impôt était collecté ici ». Dans les oblasts d'Ivanovo, de Iaroslavl, Novgorod, Kiev, Rovno et Moscou il existe des lieux appelés « Mytichtchi ». 
La première mention écrite du nom « Iaouzskoïe mytichtche » se fait vers 1454 - 1460. L'historien Stepan Borissovitch Vesselovski (ru) a écrit à propos de la route du commerce de l'eau de la Iaouza à Kliazma : « Sur la rivière Iaouza, nous sommes montés sur un bateau au point où il a tourné presque à angle droit vers le sud et est entré dans une grande tourbière. Mytichtchi se trouve actuellement ici. De Mytichtchi, nous avons traîné les bateaux sept kilomètres jusqu'à Kliazma. Les bateaux traînés par voie terrestre sont descendus vers le Kliazma près de la colonie actuelle de Gorodichtchi. Bolchevo est situé près de Gorodichtche, et sur l'autre rive de la Kliazma, en face de Bolchevo, se trouve le village de Baskaki. ... La taxe commerciale de Iaouza a donné un bon revenu, et un baskak du Khan a été planté ici pour contrôler son flux. Le souvenir de cela est resté dans le village de Baskaki. Au XIVe siècle, la voie de la Iaouza a été abandonnée. À la fin du XIVe siècle, des moulins et des barrages de moulins sont mentionnés sur la rivière Iaouza. Lorsque la voie de la Iaouza a été abandonnée, alors ... la ville n'était plus nécessaire et désolée ... sur le site de la ville, il y avait la localité de Gorodichtche. " 

## Piste
Le volok pourrait partir de la rivière Rabotnia (ru), qui se jette dans la Iaouza. Après avoir grimpé plusieurs centaines de mètres le long de celui-ci, les navires avec les marchandises se sont arrêtés près de la ravine sur la droite, à un endroit dont les traces sont encore visibles. Ici, les marchandises ont été déchargées pour être traînées, comme l'écrit Stepan Vesselovski, vers le Kliazma. À son tour, il y avait aussi une ravine près du Kliazma. Cela soulève la question: n'étaient-ils pas artificiels, formant des ports similaires pour que les bateaux s'arrêtent? Si tel est le cas, la route d'une ravine à une autre était précisément le lieu de transfert des marchandises. 
L'historien du siècle dernier Ivan Zabeline (1820-1908) fait l'hypothèse d'un itinéraire de sentier différent, et on ne peut pas non plus l'ignorer complètement. Il croyait que dans le cours supérieur de la Iaouza, où il y a maintenant un marais, il aurait pu y avoir un grand lac, à partir duquel le portage vers la Kliazma aurait commencé. Il existe des preuves circonstancielles à l'appui de cette version. Dans les documents du XVe siècle, un gat est mentionné, contre le village de Kostino vers la tourbière de la Iaouza. Le mot « гать » « gat » est d'origine slave commune et signifie « passage à travers le marais ». Mais une telle route pour le transfert de marchandises pourrait avoir existé avant l'apparition de la route Pereïaslavskaïa (alors Troïtskaïa), car avec son apparition, le pont sur la route bloquait la route pour les navires. La version de Zabeline mérite attention. 
Cependant, la première version semble plus plausible, sur la base des données documentaires suivantes. Au XVIe siècle, la friche de Lochakovo a été mentionnée près de Bolchevo (ru). À son tour, il y avait un petit village au bord de la rivière Rabotnia (en) du même nom. Ce n'est évidemment pas un hasard si ces villages du même nom étaient situés à proximité de ravines, supposés points de transbordement d'une rivière à l'autre. Dans ces villages, il pouvait y avoir des chevaux, nécessaires au transfert des marchandises. Le mot « лоша », « locha », c'est-à-dire « cheval», a été emprunté par la Rus' à la langue turque, avec l'ajout ultérieur du suffixe -к, devenant le mot « лошак», « loshak  ». Par conséquent, le nom « Лошаково  », « Lochakovo  » provient de ce mot. C'étaient des villages où les chevaux étaient gardés pour le transport des marchandises de rivière en rivière.